# Самулки
Саму́лки (бел. Самулкі) — деревня в Чаусском районе Могилёвской области Республики Беларусь. В составе Горбовичского сельсовета.

## История
В 1561 году упоминается в составе Могилевской экономии.
В 2013 году деревню перевели из Каменского сельсовета в Горбовичский.

## Население
- 2009 год — 83 человека

## Инфраструктура
Центр колхоза «Маяк», средняя школа, библиотека, детский сад, магазин, швейная мастерская, клуб, медпункт, парк сельхозтехники со слесарными мастерскими, зерноток и др.

## Достопримечательность
- Воинский мемориал